# En småstad vid seklets början
En småstad vid seklets början, även känd som I en svensk småstad på 1910-talet, hette 1966 års julkalender som sändes både i Sveriges Radio och Sveriges Television (i Sveriges Radio hette den En jul för 50 år sedan istället). Hans Peterson skrev manuset till både TV-versionen och radioversionen.
Serien spelades in i TV-huset i Stockholm och man använde sågspån som snö, då den sändes i svartvitt. Rollen som Sven spelades av den då tioårige Ted Gärdestad.

## Handling
Serien utspelades i en mellansvensk hamnstad i början av 1900-talet där industrisamhället just börjat byggas upp och där det fortfarande rådde stora sociala orättvisor. Huvudpersoner var syskonen Sven och Britta vars mor arbetade på fabrik, far var sjöman och morfar var gatsopare. Syskonparet fann stor trygghet i sin mormor.
I avsnitten presenteras även stadens olika invånare och deras yrken.

## Rollista i urval
- Ted Gärdestad – Sven, 10 år
- Anna-Christina Björk – Britta, 5 år
- Emili Lagergren-Gemtzell – deras mor
- Dagmar Olsson – deras farmor
- Hans-Ola Jonsson – Bertil
- Hans Lindgren – borgmästare Hjalmar Berg
- Silvija Bardh – borgmästarinnan
- Georg Skarstedt – lykttändaren
- Berndt Westerberg – polisen
- Marianne Rutegård – dansös

## Papperskalender

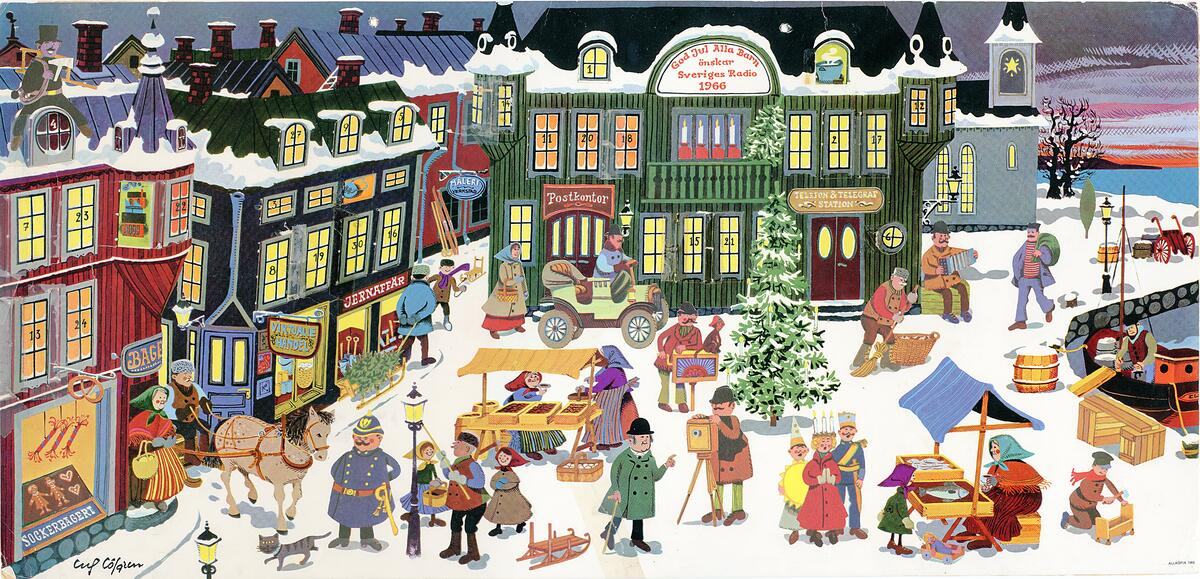
Papperskalender

Årets papperskalender ritades av Ulf Löfgren och föreställer torget som serien utspelar sig på. Mitt på torget står stadshuset och utanför står två stånd och en julgran. Till höger ligger hamnen och till vänster finns en sockerbagare och en "jernaffär".

## Produktion
Manusförfattaren Hans Peterson fick i februari 1966 i uppdrag att skriva manus till både radio- och TV-versionen av adventskalendern det året vilket uppgick till 56 avsnitt vilket tog Peterson två månader att skriva klart.
Den 20 maj kallades Peterson däremot till möte med Allan Rune Pettersson som föreslagits regissera TV-versionen. Peterson ville göra en musikalisk "Lilla Frida-pastisch" med dans-, ring- och sånglekar och barnvisor med Alice Tegnér och Felix Körling vilket regissören Allan Rune Pettersson tyckte var för "okonstnärligt" och menade på att man inte kunde bygga en TV-serie på gamla visor. Pettersson ville istället ha mer handling, action och spänning och ändrade därför mycket i manuset men eftersom repetitionerna skulle inledas redan 9 juni samma sommar tyckte Pettersson det räckte med att omarbeta 15 av de totalt 28 avsnitten.
Peterson uttalade sig i en intervju och beklagade sig över att regissören tagit sig för stora friheter med sitt manus och beskrev situationen som att ha blivit inklämd i ett hörn och att han kände sig "fullkomligt hjälplös" och menade på att han inte alls gett Pettersson fria händer. Pettersson bekräftade att han fann Petersons originalmanus "litterärt och dramatiskt undermåligt" men menade på att han och Peterson kommit överens om ett slutmanus och sedan tackat ja till att göra produktionen. Pettersson tillade att hans och producentens "viljor gått isär" och därför inte velat ackrediteras som regissör utan istället som personinstruktör.
Ingrid Edström, producent på TV:s barn- och ungdomsavdelning, menade att Petersons manus inte kunde fylla ut de tio minuter avsnitt som serien skulle innehålla men tillade också att de själva varit för sent ute med processen. Edström menade vidare att Peterson, som tidigare skrivit manus till filmproduktioner, hade skrivit ett manus med för mycket realistiska inslag för den studioinspelning de planerat så att produktionen behövt anlita en regissör för att skriva om i manuset.

## Mottagande
Papperskalendern uppskattas ha sålt runt 140.000 exemplar i västra och södra Sverige och drog totalt in runt 700 000 kronor.

## Avsnitt
Endast tre avsnitt av julkalendern finns bevarade i Sveriges Televisions arkiv. Dessa är avsnitten från 27 november, 13 december  samt 24 december. Dessa tre avsnitt lades upp i SVT:s Öppet arkiv den 22 december 2014 som en del av Öppet arkivs adventskalender.[källa behövs]

### Fotnoter
1. ↑  Lars Soold (10 december 1989). ”Bilderna viktigast”. Göteborgs-Posten. Läst 8 oktober 2023.
2. 1 2  Lars Soold (10 december 1989). ”Bilderna viktigast”. Göteborgs-Posten. Läst 8 oktober 2023.
3. ↑   När Var Hur 1999. DN
4. ↑  Jan Gradvall (1996). TV! Nedslag i Sveriges Televisions historia. Stockholm: Sveriges Radios förlag. ISBN 91-522-1780-9
5. 1 2  Stenudd, Solveig (2004). Teskedsgumman, Pettson, Pelle Svanslös och alla de andra : julkalendern i radio och TV genom tiderna (Ny, utök. version). Sveriges television (SVT). sid. 26-27. ISBN 91-975013-0-1. OCLC 186559284. https://www.worldcat.org/oclc/186559284. Läst 3 februari 2023
6. 1 2 3 4  Orre (23 november 1966). ”Adventskalendern vållar schism 'Känner jag igen mina program?'”. Dagens nyheter. Läst 13 oktober 2023.
7. 1 2 3  ”Schism om Adventskalendern i TV”. Göteborgs-Tidningen. 23 november 1966. Läst 13 oktober 2023.
8. ↑  ”TV-kalendern blev årets "bestseller"”. Göteborgs-Tidningen. 1 december 1966. Läst 13 oktober 2023.
9. ↑  ”Lugn, föräldrar: Alla ska få sin adventskalender”. Arbetet. 17 november 1967. Läst 13 oktober 2023.
10. ↑  ”SVT Tittarservice”. Arkiverad från originalet den 3 september 2014. https://web.archive.org/web/20140903113044/http://www.svt.se/tittarservice/fraga-oss/dialog/566201. Läst 1 september 2014.
11. ↑  ”Svensk mediedatabas”. http://smdb.kb.se/catalog/id/002593319. Läst 1 september 2014.
12. ↑  ”Svensk mediedatabas”. http://smdb.kb.se/catalog/id/002593321#. Läst 1 september 2014.
13. ↑  ”Svensk mediedatabas”. http://smdb.kb.se/catalog/id/002593325#. Läst 1 september 2014.